# Міхаель Шульте
Міхаель Шульте (нім. Michael Schulte; нар. 30 квітня 1990, Екернферде, ФРН) — німецький співак. Представник Німеччини на пісенному конкурсі «Євробаченні 2018» у Лісабоні.

## Життєпис
2009 року закінчив середню школу. Проходив військову службу у Збройних силах Німеччини.
4 лютого 2008 року зареєстрував у YouTube свій телеканал, на якому викладав свої музичні твори. Його канал переглянули понад 50 мільйонів користувачів, він має понад 200 000 підписників.
23 лютого 2018 року одноголосно був обраний членами журі та телеглядачами представником Німеччини на пісенному конкурсі «Євробачення-2018». 12 травня він виступив у фіналі конкурсу із піснею «You Let Me Walk Alone». За підсумками голосування журі та глядачів він отримав 340 балів зайняв 4 місце, не досягнувши до третього місця лише 2 бали.

## Особисте життя
Йому подобається красива незаймана природа, яка надихає його на написання власних музично-пісенних творів. Він не полюбляє великі сучасні мегаполіси.
У травні 2018 року одружився.